# Chiloenina

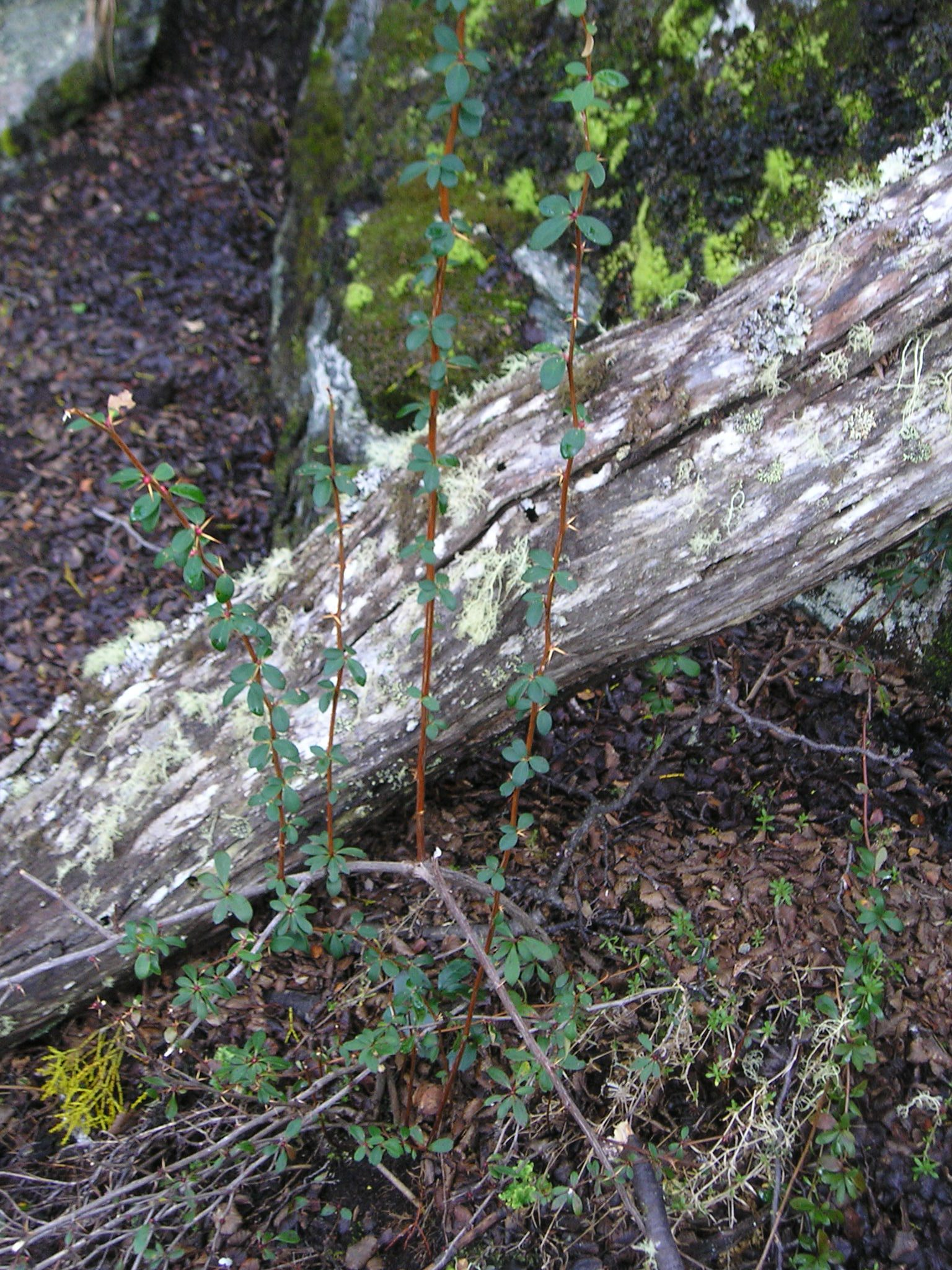
Berberis buxifolia

La chiloenina es un alcaloide aislado de Berberis buxifolia. Es un constituyente menor de las ramas de Berberis actinacantha (Berberidaceae)